# 1. (poljska) oklepna divizija
Za druge 1. divizije glej 1. divizija.
1. oklepna divizija (izvirno poljsko 1 Dywizja Pancerna) je bila oklepna divizija Svobodnih poljskih sil, ki se je borila na strani zaveznikov med drugo svetovno vojno.

## Zgodovina
Februarja 1942 je bila divizija ustanovljena na Škotskem, kjer je ostala do junija 1944 ter varovala 200 km odsek Velike Britanije.
Normandija
Konec julija 1944 je bila divizija premeščena v Normandijo. Zadnje enote so prispele 1. avgusta; takrat je bila oklepna divizija dodeljena 1. kanadski armadi. Prvi boj je doživela 8. avgusta med operacijo Totalize. Čeprav je bila divizija dvakrat pod zavezniškim ognjem, kar je privedlo do nekaj izgub, je zmagala v bitki za Mont Ormel, koto 262 ter zavzela mesto Chambois; vse skupaj znano kot bitka za Falaise. 1. poljska oklepna divizija je zelo prispevala k uničenju obkoljenih nemških divizij. V tem času je doživela obupane napade nemških oklepnih divizij, ki so hotele prebiti obroč, toda Poljaki so vzdržali vse poskuse za 48 ur, dokler ni bila zamenjana. 
Belgija in Nizozemska
Po zavezniškem preboju iz Normandije je napredovala na sever] vzdolž Rokavskega preliva in osvobodila mesta Ypres, Gent in Passchendale. V uspešni obkolitveni operaciji je dne 29. oktobra 1944 zavzela brez civilnih žrtev mesto Breda. Zimo 1944–1945 je preživela na južni strani Rena v okolici Moerdijka na Nizozemskem. Leta 1945 je bila divizija premeščena v pokrajino Overijssel, kjer se je začelo zavezniško napredovanje vzdolž nizozemsko-nemške meje; osvobodila je vzhodne dele province Drenthe in Groningen z mesti Emmen, Coevorden in Stadskanaal.
Tretji rajh
Aprila 1945 je prodrla v Tretji rajh na območju Emsa. 6. maja je divizija sprejela kapitulacijo nemške posadke v Wilhelmshavenu, pri čemer se je predala trdnjava, pomorska baza Kriegsmarine, vzhodnofrizijska flota in več kot 10 pehotnih divizij. Po koncu vojne se je diviziji pridružila 1. (poljska) samostojna padalska brigada, nakar je bila nastanjena v Nemčiji do 1947 kot okupacijska sila, nakar je bila razpuščena. Večina vojakov je ostala v izgnanstvu, ker se niso mogli ali hoteli vrniti v komunistično Poljsko.

## Organizacija
1944–1945
- 10. poljska oklepna konjeniška brigada
1. poljski oklepni polk
2. poljski oklepni polk
1. poljski oklepni polk
24. poljski polk lancerjev (oklepni)
10. poljski dragonski polk
- 3. poljska pehotna brigada
1. poljski Highland bataljon
8. poljski strelski bataljon
9. poljski strelski bataljon
1. poljski samostojni HMG eskadron
- Divizijska artilerija
1. poljski motorizirani artilerijski polk
2. poljski motorizirani artilerijski polk
2. poljski protitankovski polk (ustanovljen 1945)
1. poljski lahki protiletalski polk
- Prištabne enote
10. poljski motorizirani polk (izvidniški)
vojaška policija
inženirski bataljon
signalni bataljon
administracija
vojaško sodišče
cerkev
rezervne enote
saniteta

## Oprema in oborožitev
Vojaki so uporabljali standardno britansko opremo (na uniformah so nosili poljske vojaške oznake) in lahko pehotno oborožitev. Od tankov so uporabljali Churchille in M4 Shermane (skupaj je imela 381 tankov). Divizija je imela tudi 473 kosov artilerijskega orožja, od tega je bila večina samohodna. Poleg tega je imela še 4.050 vozil (od džipov do artilerijskih vlačilcev).

## Pripadniki
Poveljnik divizije je bil general Stanisław Maczek, ki je poveljeval 885 častnikom in podčastnikom ter 15.210 vojakom.